# Molino Stucky
El Molino Stucky es un edificio de Venecia (Véneto, Italia), situado en la extremidad occidental de la isla de la Giudecca, junto con la antigua fábrica Fortuny.

## Historia

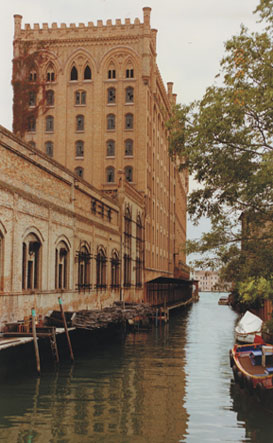
Fachada lateral.

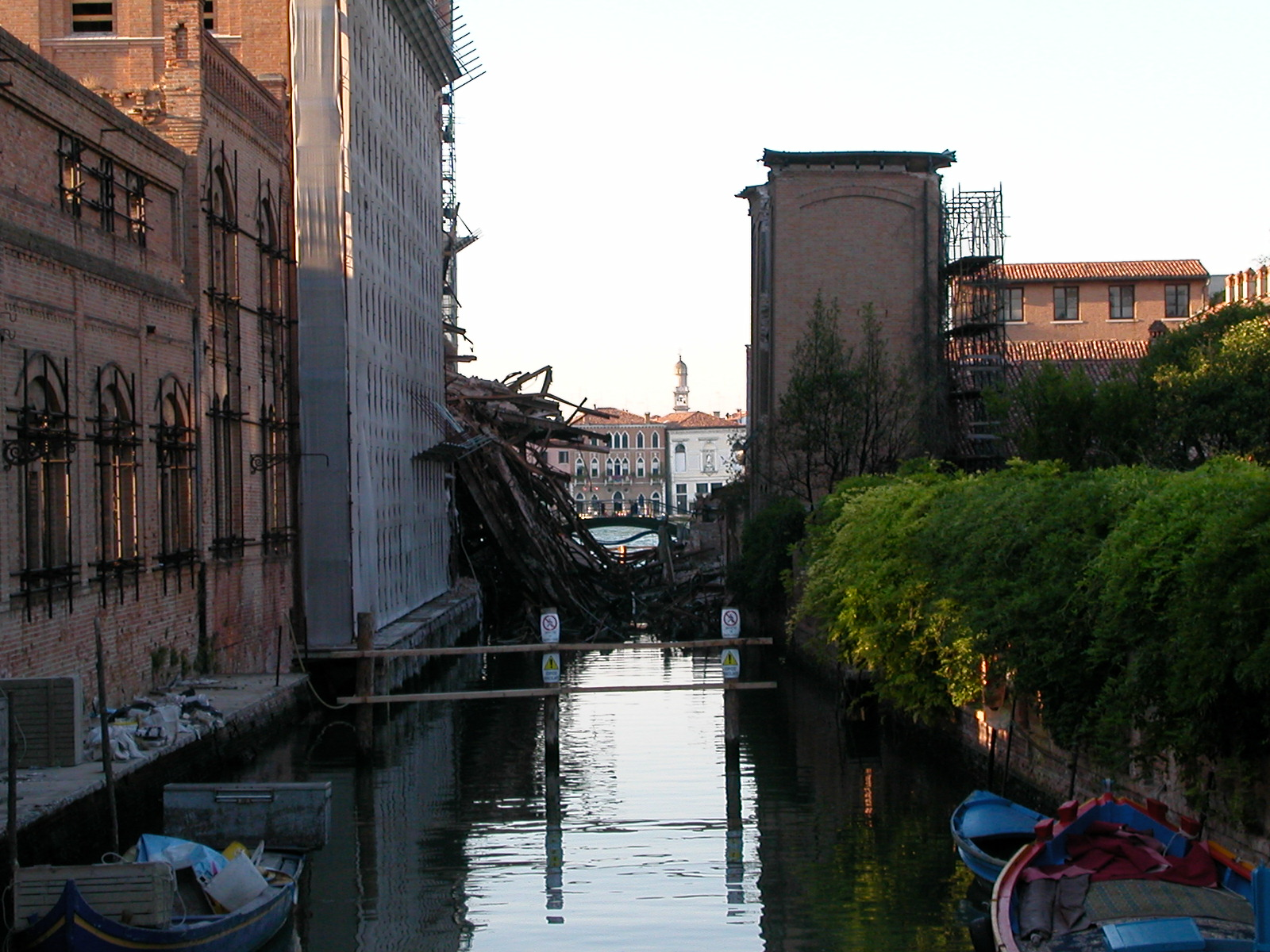
La fachada lateral derrumbada tras el incendio.

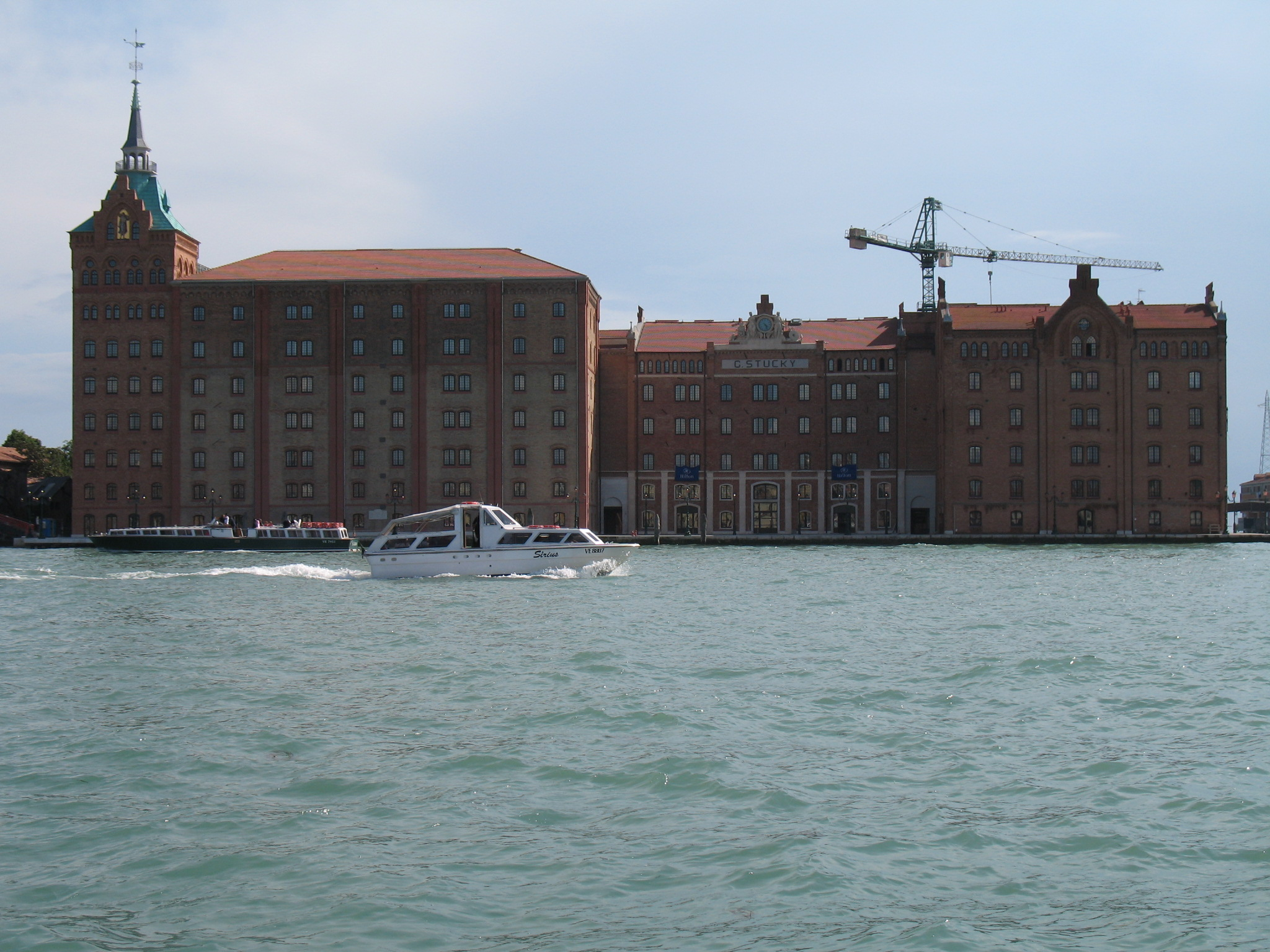
El Molino Stucky durante su restauración en mayo de 2007.

El Molino Stucky fue construido entre 1884 y 1895 por iniciativa de Giovanni Stucky, un emprendedor procedente de una familia noble suiza, cuyo padre se había trasladado al Véneto con una italiana de la familia Forti. El diseño del imponente complejo fue encargado al arquitecto Ernst Wullekopf, que realizó uno de los mayores ejemplos de arquitectura neogótica aplicada a un edificio industrial. El edificio llama la atención por sus proporciones anómalas respecto a las de la arquitectura tradicional veneciana presente a ambas orillas del Canal de la Giudecca.
La idea original de crear un molino en la Laguna de Venecia le surgió a Giovanni Stucky en torno a mediados del siglo XIX tras haber estudiado el funcionamiento de varios molinos en países extranjeros. Con base en estos estudios, el emprendedor decidió aprovechar el canal veneciano para un transporte veloz por el agua del grano destinado al molino, situado en la isla de Giudecca. La planta, dotada de iluminación a gas, daba trabajo, a plena capacidad, a mil quinientos operarios contratados en turnos que cubrían toda la jornada y era capaz de moler, en su época de mayor rendimiento, 2500 quintales de harina al día.
En 1895 el complejo preexistente sobre el que se erigía el molino fue ampliado según el proyecto del arquitecto Wullekopf y subdividido en distintas zonas: la primera, mayor y a desarrollo vertical, incluía el molino, los almacenes y los silos, además de las oficinas; la segunda, constituida por edificios más bajos, albergaba solo la fábrica de pasta. Fue entonces cuando asumió su apariencia actual.
Wullekopf dotó al edificio de su característica fachada neogótica con el nombre del propietario del molino impreso coronado por un gigantesco reloj, una fachada que se ha convertido desde entonces en un símbolo de la arquitectura industrial italiana.
El inicio de la decadencia del Molino Stucky, que también era utilizado como fábrica de pasta, empezó en los años 1910, hasta su irreversible cierre producido en 1955 tras un largo período de crisis y un turbulento conflicto sindical (el establecimiento fue ocupado durante un mes por los quinientos trabajadores).
Adquirida en 1994 por la sociedad Acqua Pia Antica Marcia, perteneciente al Gruppo Acqua Marcia, la antigua zona industrial se puso cuatro años bajo la tutela de la Superintendencia de Bellas Artes. Dejando inalterada su arquitectura neogótica, fue sometida posteriormente a una de las mayores restauraciones de una antigua fábrica de Europa.
Cuatrocientos cincuenta mil fueron los ladrillos necesarios para la restauración completa del monumental edificio, digno, según las palabras del alcalde de Venecia, Massimo Cacciari, de una «arquitectura de ciudad hanseática». Los materiales necesarios para la restauración fueron seleccionados con la supervisión de la Superintendencia de Bellas Artes tras un cuidadoso estudio cromático que garantizara una completa adherencia al diseño original de la construcción.
El final de las vicisitudes del antiguo complejo llegó a mediados de los años 2000 con la firma de una sociedad económico-financiera entre Acqua Marcia y la cadena de hoteles Hilton, con base en la cual la zona se destinó a un complejo inmobiliario dotado de residencias, un centro de congresos y un hotel con 379 habitaciones, restaurante y piscina panorámicos y una sala de congresos con dos mil asientos.
El 15 de abril de 2003, cuando las obras de remodelación estaban ya en curso, el Hilton Molino Stucky Venice fue afectado por un grave incendio que destruyó toda la parte central del edificio, dañando en particular la torre, la pequeña logia, el «sombrero» (el punto más alto del inmueble) y la fachada lateral de la estructura, la pared este, que se derrumbó casi completamente hacia el canal colindante. El incendio fue extinguido tras intensas horas de trabajo por parte de los bomberos, que llegaron con dos grandes lanchas motoras y dos helicópteros para su control y extinción, dificultada por el fuerte viento y complicada por las grandes dimensiones del edificio.
El complejo empezó a funcionar en junio de 2007. En 2016 la propiedad fue vendida por el Gruppo Acqua Marcia, en administración controlada, a The Marseglia Group. Aunque el tribunal de Venecia valoró el complejo en 350 millones de euros, el precio final acordado para la venta fue de 280 millones de euros (737 000 euros por habitación).